# Diao Yinan
Diao Yinan en chino, 刁亦男; pinyin, Diāo Yìnán (Shaanxi, 30 de noviembre de 1969) es un director, guionista y actor chino. Ganó el Oso de Oro a la mejor película del Festival Internacional de Cine de Berlín de 2014 por Black Coal.

## Biografía
Graduado en la Central Academy of Drama en 1992, Diao trabajó como guionista para directores Shi Runjiu (en All the Way) y Zhang Yang (en Spicy Love Soup y Shower). Además de esto, Diao dirigió tres películas propias, debutó con Uniform en 2003 y luego en 2007 Night Train, que fue presentada en la sección de Un Certain Regard en el Festival de Cannes.

## Filmografía

### Como guionista
- Spicy Love Soup, de Zhang Yang (1997)
- Shower (洗澡), de Zhang Yang (1999)
- All the Way (洗澡), de Shi Runjiu (2001)

### Como director
- Uniform (制服) (2003)
- Night Train (夜行列车) (2007)
- Black Coal (白日焰火) (2014)
- El lago del ganso salvaje (南方车站的聚会) (2019)